# Palatul Ecaterina
Palatul Ecaterina (rusă Екатерининский дворец, Yekaterininskiy dvorets) este un palat rococo situat în orașul Țarskoe Selo (Pușkin), la 30 km sud de Sankt Petersburg, Rusia. A fost reședința de vară a țarilor ruși.

## Legături externe
Materiale media legate de Palatul Caterina la Wikimedia Commons
- Site web oficial
- Detailed description and history from Tsarskoe Selo in 1910
- Photo Tour of the Cameron Gallery from the Alexander Palace Time Machine
- Charles Cameron - Imperial Architect site on his work in Tsarskoe Selo and the Catherine Palace
- Laskin, David (18 iunie 2006). „History Is Perennial in the Gardens of the Great Czars”. New York Times. Accesat în 15 decembrie 2006.
- Photos of the Catherine Palace interiors la Wayback Machine (archived 10 d.Hr.)
- The Catherine Palace ceiling and wall decorations
- Photos and How to visit la Archive.is (archived 29 ianuarie 2015)